# 6 pallottole per Ringo Kid
6 pallottole per Ringo Kid (Freddy und das Lied der Prärie) è un film del 1964 diretto da Sobey Martin.

## Trama
Black Bill, quando suo padre viene ucciso e suo zio rapito, si mette all'inseguimento dei colpevoli.